# Ercole al bivio
Ercole al bivio è un dipinto a olio su tavola (60x155 cm) di Domenico Beccafumi, databile al 1520-1525 circa e conservato nel Museo Bardini di Firenze.

## Storia e descrizione
L'opera, di provenienza ignota, fa parte di una serie di pannelli per cassoni e spalliere che Beccafumi dovette dipingere durante la sua carriera. Già attribuito al Bacchiacca, è oggi ritenuta opera del senese dalla maggior parte della critica ed è spesso accostata al pannello, simile per misure e per tema mitologico, di Deucalione e Pirra nel Museo Horne.
Tema moraleggiante, mostra l'eroe Ercole seduto al centro, pensieroso su quale strada scegliere. A sinistra una donna vestita, l'Amor divino o la Venere celeste, gli indica il cielo, ovvero la riflessione sacra. Essa è seduta sopra alcuni gradini, simbolo delle fatiche necessarie per raggiungere una conoscenza più alta, ma introduce a un praticello soleggiato circondato da freschi alberi. A destra invece una donna seminuda, forse l'Amor profano o la Venere terrena, simbolo dell'istintualità e della passione che ricaccia l'uomo verso il basso, è avvenente nella sua seminudità, ma introduce a un sentiero arido e roccioso.
Lo stile di Beccafumi si manifesta nelle figure accentuatamente allungate, nella colorazione fatta per campiture cangianti e setose, nel gusto per gli effetti di luce, che chiariscono anche lo spazio pittorico attraverso la proiezione delle ombre. Reminiscenze del fregio di Baldassarre Peruzzi alla Villa della Farnesina pongono l'opera nella fase successiva al presunto viaggio del Baccafumi a Roma nel 1512 circa.